# Carlo Sforza
Carlo Sforza, född 23 september 1872 i Lucca, död 4 september 1952 i Rom, var en italiensk greve, diplomat och politiker.

## Biografi
Sforza blev i juli 1911 italiensk minister i Peking och 1916 hos serbiska regeringen, var en kort tid 1919 italiensk överkommissarie i Konstantinopel samt juni 1919 till juni 1920 understatssekreterare för utrikes ärenden i Francesco Saverio Nittis ministär. Han var juni 1920 till juni 1921 utrikesminister i Giovanni Giolittis ministär, deltog i Spakonferensen och förordade under förhandlingarna om Oberschlesien en för Tyskland ogynnsam delningslinje, vilken i huvudsak kom att ligga till grund för Nationernas förbunds råds beslut i frågan. Han uppgav för Italiens del flera vittgående nationalistkrav, såsom i Albanien och i Dalmatien, samt ledde förhandlingarna i Rapallo 1920 om territoriell uppgörelse med Jugoslavien och Fiumes förvandling till oberoende stad. 
Efter ministären Giolittis fall blev Sforza i januari 1922 italiensk ambassadör i Paris. Han återkallades dock redan i november samma år på grund av att han ej dolt sitt ogillande av Benito Mussolinis statsvälvning. Han blev 1919 ledamot av senaten. Mussolini riktade flera gånger skarp offentlig kritik mot Sforzas verksamhet under förhandlingarna med Jugoslavien.
Sforza levde i exil i Frankrike från 1926 till den tyska ockupationen i juni 1940, då han reste till England, för att fortsätta vidare till USA. Han var åter Italiens utrikesminister 1947-1951.

## Utmärkelser
- Storkorset av Finlands Vita Ros’ orden,  1920[5]
- Hedersdoktor vid Toulouse universitet,  1949[6]
- Frihetskorset (Estland)
- Storkorsriddare av Italienska kronorden
- Storkorsriddare av Sankt Mauritius och Sankt Lazarusorden
- Annunziataorden

[Redigera Wikidata]